# Mạc Denonvilliers
Mạc Denonvilliers là một lớp cân bao phủ mặt sau của tiền liệt tuyến và xung quanh túi tinh, tách rời chúng với trực tràng. Mạc bao gồm sợi cơ nhiều lớp hợp lại với nhau và bao phủ túi tinh. Tên của mạc đặt theo nhà giải phẫu học và bác sĩ phẫu thuật người Pháp Charles-Pierre Denonvilliers.